# Boycott des Jeux olympiques d'été de 1980

Les pays boycottant les Jeux olympiques de 1980 figurés en bleu.

Le boycott des Jeux olympiques d'été de 1980 est une des actions initiées par les États-Unis pour protester contre l'invasion soviétique de l'Afghanistan lancée en décembre 1979. L'Union soviétique, qui accueille la compétition cette année-là, ainsi qu'un certain nombre d'autres nations, boycotteront à leur tour les Jeux olympiques d'été de 1984 à Los Angeles.

## Contexte
L'invasion soviétique de l'Afghanistan en décembre 1979 incite le président américain Jimmy Carter à émettre un ultimatum le 20 janvier 1980 : si les troupes soviétiques ne se retirent pas dans un délai d'un mois, les États-Unis pourraient boycotter les Jeux olympiques de Moscou à l'été 1980. Après une réunion le 24 janvier, le chef du Comité olympique des États-Unis (USOC) Robert Kane annonce au Comité international olympique (CIO) que l'USOC serait prêt à envoyer une équipe à Moscou s'il y avait un « changement spectaculaire dans la situation internationale ». Le 26 janvier 1980, le Premier Ministre canadien Joe Clark annonce que, à l'instar des États-Unis, le Canada pourrait boycotter les Jeux olympiques si les Soviétiques n'ont pas quitté l'Afghanistan d'ici le 20 février 1980. 
Dans une tentative de sauver les Jeux, Michael Morris, président du CIO, Jimmy Carter et le secrétaire général soviétique Leonid Brejnev conviennent de se rencontrer et de discuter du boycott avant la date limite du 24 mai. Michael Morris insiste pour que les Jeux se déroulent comme prévu mais Jimmy Carter réaffirme la position des États-Unis, à moins que l'URSS ne se retire de l'Afghanistan.
Lors des réunions d'avril 1980 du groupe Bilderberg à Aix-la-Chapelle, plusieurs discussions ont lieu à propos des implications d'un boycott. Le groupe a soutenu l'idée que l'absence de certaines nations aux Jeux relevait plus d'une action sentimentale de protestation que d'un acte stratégique. Un représentant africain à la réunion pensait lui qu'un boycott serait une démonstration spectaculaire qui pourrait être visible au sein de l'Union soviétique elle-même. L'administration Carter a usé d'une grande influence sur les membres de l'OTAN, leur soutien n'étant pas universel.
Les fédérations internationales olympiques ont protesté que les pressions exercées par les États-Unis et d'autres pays pour le boycott sont un moyen inapproprié pour parvenir à une fin politique et les victimes de cette action serait les athlètes. Le Chancelier allemand Helmut Schmidt déclare que les alliés « devraient tout simplement faire comme on leur dit ».

### Les réponses par pays et continent
Le boxeur Mohamed Ali est nommé par l'administration américaine pour convaincre les dirigeants de la Tanzanie, du Nigeria et du Sénégal de se joindre au boycott. Cette mission est un échec et ces trois pays participent aux Jeux.
Certains pays rejoignent les États-Unis dans leur démarche tels que le Japon et l'Allemagne de l'Ouest où le Chancelier Schmidt a réussi à convaincre le Comité national olympique allemand. La Chine, les Philippines, l'Argentine et le Canada boycottent également les Jeux. Certains de ces pays participent au Liberty Bell Classic, alternative aux Jeux tenue à Philadelphie la même année.
Les gouvernements britannique, français et australien soutiennent le boycott mais laissent à leur comités olympiques respectifs et à leurs athlètes le choix de participer ou non aux Jeux. Les délégations des deux premiers pays seront moins nombreuses qu'initialement prévu. Les fédérations britanniques d'équitation, de hockey et de voile décident de ne pas se présenter. Toutefois, le Royaume-Uni sera la nation la plus représentée d'Europe de l'Ouest avec 170 athlètes.
L'Espagne, l'Italie, la Suède, l'Islande et la Finlande participent également aux Jeux, cependant les athlètes italiens servant dans un corps militaire ne sont pas autorisés à concourir du fait de la position de soutien au boycott du gouvernement italien. De nombreux athlètes nés aux États-Unis mais concourant pour une autre nation décident de ne pas concourir, notamment des Australiens.
Ennemi des États-Unis, l'Iran boycotte tout de même les Jeux sous l'impulsion de l'ayatollah Khomeini après que la Conférence Islamique sur l'Invasion de l'Afghanistan se soit prononcée favorablement à ce sujet indépendamment des États-Unis,. Parallèlement au conflit afghan, Khomeini accuse Moscou d'armer les baloutches contre son régime.

### Des athlètes privés de drapeaux et d'hymnes
Lord Killanin permit à un certain nombre d'athlètes qualifiés de participer aux Jeux sous bannière olympique alors que leur pays participait au boycott. Bien que la Nouvelle-Zélande participe à l’événement, quatre de ses athlètes ont décidé d'aligner de façon indépendante à la suite du soutien au boycott de leur gouvernement,. Pendant les Jeux, de nombreuses équipes, notamment l'Australie, l'Allemagne, la France, le Royaume-Uni et l'Italie furent évitées par les médias soviétiques du fait du soutien affichés de leur gouvernement vis-à-vis du boycott. Leurs drapeaux ne furent pas déployés et leurs hymnes non joués, laissant la place au drapeau et à l'hymne olympique. Une cérémonie de remise de médaille a vu s'élever trois bannières olympiques.
L'organisation des Jeux est perturbée par le boycott. Jean Drapeau, le maire de Montréal précédent hôte des Jeux, ne participe pas à la cérémonie d'ouverture où il est remplacé par Sandra Henderson et Stéphane Préfontaine, derniers porteurs de la flamme olympique lors des jeux de 1976. Lors de la cérémonie de clôture, le drapeau de la ville de Los Angeles (à la place de celui des États-Unis) a été soulevé pour symboliser le prochain organisateur des Jeux. Le drapeau olympique a été transmis à un membre de l'USOC remplaçant le maire de Los Angeles Tom Bradley qui a boycotté la cérémonie.
Malgré seulement quatre-vingts pays participants, le nombre le plus faible depuis 1956, les Jeux de Moscou ont la particularité de voir plus de records mondiaux établis que par la totalité du contingent présents lors des précédents Jeux olympiques d'été de Montréal en 1976.

## Réponse des athlètes
Le 24 mai 1980, lors d'un marathon qualificatif pour les jeux à Buffalo, l'athlète Gary Fanelli arborait un t-shirt portant la mention « La route de Moscou se termine ici » marquant sa protestation contre le boycott alors qu'il était qualifié,,.

## Pays non-participants
Soixante-six pays invités à participer aux Jeux olympiques de 1980 ne l'ont pas fait pour diverses raisons, y compris le soutien pour le boycott et des raisons économiques. Le Qatar n'a pas pu être invité de fait de sa reconnaissance par le CIO à la fin de l'année 1980. Taïwan a refusé de participer à la suite de la décision du CIO en novembre 1979 de reconnaître cette nation sous le nom de Taipei chinois sous-entendant, selon elle, la soumission à la république populaire de Chine.
- Albanie
- Allemagne de l'Ouest
- Antigua-et-Barbuda
- Antilles néerlandaises
- Arabie saoudite
- Argentine
- Bahamas
- Bahreïn
- Bangladesh
- Barbade
- Belize
- Bermudes
- Bolivie
- Canada
- Corée du Sud
- Côte d'Ivoire
- République centrafricaine
- Chili
- Chine
- Égypte
- Émirats arabes unis
- États-Unis
- Fidji
- Gabon
- Gambie
- Ghana
- Haïti
- Honduras
- Hong Kong
- Îles Caïmans
- Îles Vierges des États-Unis
- Indonésie
- Iran
- Israël
- Japon
- Kenya
- Liberia
- Liechtenstein
- Malaisie
- Malawi
- Maroc
- Maurice
- Mauritanie
- Monaco
- Niger
- Norvège
- Pakistan
- Panamá
- Papouasie-Nouvelle-Guinée
- Paraguay
- Philippines
- Qatar
- Salvador
- Singapour
- Somalie
- Soudan
- Suriname
- Swaziland
- Taipei chinois
- Tchad
- Thaïlande
- Togo
- Tunisie
- Turquie
- Uruguay
- Zaïre

## Aménagement à l'organisation
Seize nations participant aux jeux ont vu leur délégations procéder à certains aménagements dans leur organisation et leur représentation.

### Non-participation à la cérémonie d'ouverture
Malgré leur participation aux jeux, sept pays ont choisi de ne pas prendre part à la cérémonie d'ouverture : la Belgique, la France, l'Italie, le Luxembourg, les Pays-Bas, Saint-Marin et la Suisse.

### Équipes représentées par leur ambassadeur
Deux nations envoyèrent leurs ambassadeurs représenter leurs délégations respectives afin de montrer leur soutien aux athlètes autorisés à participer aux jeux par le gouvernement malgré la politique pro-boycott de ce dernier. 
- Grande-Bretagne – Richard Palmer[20]
- Irlande – Ken Ryan[21]

### Nations sous bannière olympique
Les athlètes d'au moins cinq pays ont choisi de s'aligner sous bannière olympique plutôt que sous le drapeau de leur nation malgré la participation de celle-ci.
- Australie
- Andorre
- Danemark
- Porto Rico
- Irlande (pays)

### Nations ayant participé sous le drapeau de leur comité olympique
- Espagne
- Portugal
- Nouvelle-Zélande

## Événements alternatifs
Les États-Unis ont envisagé d'organiser des jeux rivaux parallèlement à ceux de Moscou. Si le projet n'a pas abouti, certains événements ont tout de même eu lieu séparément dans quelques sports, dans ce qui est qualifié de jeux de remplacement, d'olympiades alternatives ou de contre-olympiade. C'est notamment le cas des Liberty Bell Classic pour l'athlétisme, l'USGF International Restreint pour la gymnastique où furent invités les pays boycotteurs, l'équitation organisa ses disciplines à Goodwood, Fontainebleau et Rotterdam. Lors des championnats nationaux américains de natation, les tableaux d'affichages comparaient les temps effectués à ceux réalisés à Moscou dans le même temps afin de visualiser les médailles virtuellement gagnées par les concurrents.

## Conséquences
Les Jeux olympiques d'été de 1984, organisés à Los Angeles, ont à leur tour été boycottés par un certain nombre de nations menées par l'Union Soviétique justifiant son attitude en raison de « chauvins sentiments et d'une hystérie anti-soviétique clairement exposée en place publique aux États-Unis ». Treize pays alliés de Moscou ont participé au boycott. L'Iran et l'Albanie ont été les seuls pays ayant boycotté à la fois les jeux de 1980 et ceux de 1984. La Roumanie et la Yougoslavie ont été les seuls pays communistes d'Europe de l'Est qui ont participé aux Jeux de 1984.